# Евритион (кентавр)
Евритион (др.-греч. Εὐρυτίων) — персонаж древнегреческой мифологии, кентавр. Сын Иксиона и Тучи-Нефелы.
Во время пира у лапифов по случаю женитьбы Пирифоя на Гипподамии, на который были приглашены кентавры, был сильно пьян. Он и другие пьяные кентавры набросились на лапифских женщин, из-за чего произошло побоище кентавров с лапифами. Сам Евритион пытался похитить жену Пирифоя. Стал буйствовать во время пира у лапифов, ему обрубили уши и нос.
После сражения с Гераклом бежал в Фолою. В Олене сватался к Мнесимахе, но Геракл убил его. По версии, сватался к Деянире, дочери Дексамена. Поэт Гермесианакт посвятил ему элегию.